# The Elder Scrolls
The Elder Scrolls (скор. — TES; в перекладі з англ. «Стародавні сувої») — серія рольових відеоігор, створена компанією Bethesda Softworks.

## Історія
У першій грі серії, The Elder Scrolls: Arena, за початковим задумом гравець повинен був стати бійцем на гладіаторській арені, але при розробці акцент змінився, і гра стала рольовою. З цього почалася традиція, характерна для всіх ігор серії «будь, ким хочеш, і роби, що хочеш» — гравцю надається свобода в поведінці, не обмежена основною сюжетною лінією. The Elder Scrolls: Arena була опублікована для системи DOS персональних комп'ютерів у 1994.
Опублікована в 1996 друга гра серії The Elder Scrolls II: Daggerfall була ще амбіційнішою, ніж попередня. Вона надавала у розпорядження гравця перший справді тривимірний великомасштабний світ за розміром порівняний із Великою Британією. Незважаючи на комерційний успіх, критики зазначали велике число програмних помилок. Друга гра мала в своїй назві цифру, але надалі розробники тимчасово відмовилися від нумерування, випустивши дві проміжні, менш масштабні, гри An Elder Scrolls Legend: Battlespire (1997) та The Elder Scrolls Adventures: Redguard (1998). Перша з них обмежилася блуканням у підземеллі, друга — була пригодницькою грою із лінійним сюжетом.
З публікацією в 2002 році The Elder Scrolls III: Morrowind повернулися масштабність та нелінійність сюжету, а ландшафти й предмети стали детальнішими, індивідуальнішими, проте ж світ зменшився в порівнянні з попередніми іграми. Спочатку гра була випущена для персональних комп'ютерів, а пізніше портована на платформу Xbox. Гра мала великий комерційний успіх, до середини 2005 було продано понад 4 млн копій. У 2002 та 2003 вийшли два доповнення, Tribunal та Bloodmoon. Пізніше, тільки для персональних комп'ютерів, вийшов комплект «Гра року», що включав як саму гру так і обидва доповнення.
Розробка The Elder Scrolls IV: Oblivion почалася в 2002. Основний акцент було зроблено на покращенні штучного інтелекту, що повинен був забезпечити динамічне управління великою кількістю персонажів у великому світі, інкорпорації рушія Havok, що забезпечив підвищену реалістичність фізичних ефектів, та покращенні графіки. Гра вийшла на початку 2006 для персональних комп'ютерів та для Xbox 360. Версія для платформи PlayStation 3 з'явилася в першій половині 2007. Доповнення Knights of the Nine та Shivering Isles вийшли в 2006 та 2007 роках, відповідно. Видання «Гра року» було опубліковане для всіх трьох платформ. В нього входили гра й доповнення, а версія для персональних комп'ютерів містила також корисні ексклюзивні програмні інструменти та інші бонуси.
Про вихід у світ наступної гри The Elder Scrolls V: Skyrim було оголошено в грудні 2010. Гра побачила світ на 11 листопада 2011, дата була обрана з розрахунку одинадцятий день одинадцятого року, одинадцятого місяця. Як і попередні ігри, Skyrim не продовжує сюжет Oblivion. Дія відбувається в іншій провінції Тамріелю через 200 років.

## Механіка гри
Ігри з серії Elder Scrolls можна охарактеризувати як рольові (RPG), хоча вони включають елементи екшн та пригодницьких. В Arena, як і в багатьох інших рольових іграх, гравець підвищує свій рівень, вбиваючи чудовиська, за що йому нараховуються очки досвіду. Коли кількість набраних очок перевищує певний встановлений рівень, персонаж гравця переходить на новий щабель. Однак, у Daggerfall, Morrowind та Oblivion застосовані інші засади. Основною характеристикою, необхідною, для підвищення рівня героя, є його вміння, які набуваються через ті дії, які він здійснює. Гнучкість ігрового рушія полегшила випуск доповнень за допомогою The Elder Scrolls Construction Set.
Ігри з серії Elder Scrolls відрізняються від більшості комп'ютерних рольових ігор своїми засадами. Різницю в підходах охарактеризувала коротка стаття Joystiq, що вийшла на початку листопада 2006. В ній проводиться порівняння з іграми BioWare. Bethesda робить основний акцент на «естетичному поданні та на пригодах у відкритому світі», BioWare — на системі ведення бою та модульній архітектурі. Цю особливість відзначали самі розробники, описуючи своє бажання при створенні першої гри циклу Arena надати гравцю такі ж можливості, як і в будь-якій хорошій паперовій рольовій грі — створити середовище, в якому гравець міг би бути, ким він хоче, і робити, що йому заманеться. Інструкція до Daggerfall починається з маніфесту дизайнерів, що проголошує намір розробників створити «книгу з чистими сторінками» й «гру, що заохочувала б дослідження й винагороджувала цікавість». Гравцю надається можливість вибору, робити добро чи стати на злочинний шлях, «як у справжньому житті». Ця тенденція, після перерви в проміжних іграх, відновилася в грі Morrowind, хоча й доповнилася фокусом на графіці. При розробці гри Morrowind Bethesda збільшила персонал утричі, намагаючись зробити створений світ настільки барвистим, наскільки можливо. Як зазначали самі розробники: «Ми знали, що повинні були перевершити досконалість відео інших ігор, які були в той час на ринку, й поставили перед собою мету вийти на передній фронт інновацій».

## Сцена
Світ ігор серії The Elder Scrolls відомий увагою до деталей, акцентом на реалістичності, великим числом імен, дат, назв, які в сукупності утворюють історію й насичену зв'язками структуру різноманітних громад, культур та релігій. Єдиного зібрання всієї інформації щодо світу The Elder Scrolls не існує, історичні відомості, які можна зібрати в самих іграх, часто туманні й нечіткі. Гравця заохочують робити свої власні висновки про події та історії, записи про які трапляються рідко, суперечливі й неповні.
Події відбуваються в фентезійному світі під назвою Нірн, на континенті Тамріель, розділеному на дев'ять провінцій. Винятком є The Elder Scrolls Legends: Battlespire, The Elder Scrolls IV: Oblivion та Dragonborn, доповнення до The Elder Scrolls V: Skyrim, сценою частини подій у яких є царство Забуття (Oblivion), частина Аурбісу (всесвіту), у якій правлять безсмертні богоподібні істоти, відомі як принци дейдра. На Нірні існують інші континенти, наприклад Акавір або Атмора, але дії жодної з офіційних ігор на них не відбуваються.
Усю територію Тамріеля займає імперія, кожна з провінцій якої має свою расу. Провінції називаються Сироділ, Морровінд, Хай-Рок, Саммерсетові острови, Хаммерфелл, Блек-Марш, Скайрим, Валенвуд та Ельсвейр. Сироділ — батьківщина імперців, Морровінд — данмерів, відомих також як темні ельфи, у провінції Хай-Рок живуть бретони й орки (в автономії Орсиніум), на Саммерсетових островах — альтмери, відомі як високі (вищі) ельфи, у Хаммерфеллі — редгарди, в Блек-Марші — аргонійці, в Скайримі — норди, у Валенвуді — босмери, відомі як лісові ельфи, в Ельсвейрі — хаджити. Імператор мешкає в столичній провінції Сироділ. Впродовж Третьої ери правила династія нащадків Тайбера Септіма. Представників його роду часто називають дракононародженими. Династія обірвалася в кінці Третьої ери, коли загинув Мартін Септім, останній зі спадкоємців Уріеля Септіма. Через кілька років трон імперії захопив коловіанський воєначальник Тіт Мід. Його правління тривало принаймні 40 перших років Четвертої ери.

## Стародавні сувої
Самі Стародавні сувої майже не відіграють жодної ролі в розгортанні сюжету ігор, а служать лише загальною рамкою для сюжету за принципом — події цієї гри були передбачені Стародавні сувоями. Самі Сувої вперше з'явились в The Elder Scrolls IV: Oblivion, де голова Гільдії злодіїв доручає головному герою їх украсти. Прочитати їх неможливо, оскільки вони написані гліфами. Під час подій основної сюжетної лінії The Elder Scrolls V: Skyrim сувої відіграють більшу роль. З їхньою допомогою головний герой зможе зазирнути у минуле, щоб вивчити один із драконячих криків (ту'умів).
Існує секта ченців, які присвятили все своє життя читанню й тлумаченню Сувоїв. Ченці високого рангу, які читають сувої, увесь час носять пов'язки на очах. З часом вони зовсім сліпнуть, хоча продовжують зав'язувати очі під час церемоній. Персонажі особливої глобальної значущості й ті, про яких існує пророцтво, можуть читати Стародавні сувої без відповідних ритуалів. Книга «Втрачені історії Тамріелю» наводить нові відомості про Сувої, стверджуючи, що будь-яка подія, що вже відбулася, записується в них, і ці записи вже не можна змінити жодним способом.

## Ігри серії
- The Elder Scrolls: Arena (1994)
- The Elder Scrolls II: Daggerfall (1996)
- An Elder Scrolls Legend: Battlespire (1997)
- The Elder Scrolls Adventures: Redguard (1998)
- The Elder Scrolls III: Morrowind (2002)
  - Доповнення до Morrowind: Tribunal (2002) та Bloodmoon (2003).
- The Elder Scrolls IV: Oblivion (2006)
  - Доповнення до Oblivion: Knights of the Nine (2006) та Shivering Isles (2007)
  - Версія для PSP та PS3 — The Elder Scrolls Travels: Oblivion (2007)
  - Ремастер — The Elder Scrolls IV: Oblivion Remastered (2025)
- The Elder Scrolls V: Skyrim (2011)
  - Доповнення до Skyrim: Dawnguard (2012), Hearthfire (2012) та Dragonborn (2013)
- The Elder Scrolls Online (2014)
- The Elder Scrolls VI (невідомо)

Ігри The Elder Scrolls для мобільних телефонів:
- The Elder Scrolls Travels: Dawnstar (2003)
- The Elder Scrolls Travels: Stormhold (2004)
- The Elder Scrolls Travels: Shadowkey (2004)
- The Elder Scrolls IV: Oblivion Mobile (2006)
- The Elder Scrolls: Legends (2017)
- The Elder Scrolls: Blades (2019)
- The Elder Scrolls: Castles (2023)

## Пов'язані програми
- The Elder Scrolls Construction Set — редактори, розроблені для The Elder Scrolls III: Morrowind та The Elder Scrolls IV: Oblivion, що дозволяють створювати плагіни, які тим або іншим чином змінюють початкову гру.
- The Elder Scrolls Creation Kit —аналогічна програма, розроблена для The Elder Scrolls V: Skyrim.
- Розширювач скриптових функцій Oblivion — програма, наявність якої необхідна для роботи деяких плагінів.

## Українізація
Ще не вийшло офіційного перекладу до жодної з гри з серії Стародавніх Сувоїв, але групою ентузіастів ведеться переклад ігор та самого всесвіту TES на базі вікі-проекту. Ними вже перекладено чимало матеріалу по Скайріму та інших іграх, але проєкт ще на стадії розвитку.

## Виноски
1. ↑  
Rose, Alan (Nov. 3, 2006). Neverwinter Nights 2, Metareview. Joystiq. Архів оригіналу за 14 липня 2013. Процитовано 28 жовтня 2011.
2. ↑  Arena, Behind the Scenes. The Elder Scrolls Tenth Anniversary. Bethesda Softworks. 2004. Архів оригіналу за 9 травня 2007. Процитовано 28 жовтня 2011. {{cite web}}: Зовнішнє посилання в |work= (довідка) [Архівовано 11 грудня 2007 у Wayback Machine.]
3. ↑  (1996) Bethesda Softworks Daggerfall Instruction Manual Bethesda Softworks, 1-2.
4. ↑  Morrowind, Behind the Scenes. The Elder Scrolls Tenth Anniversary. Bethesda Softworks. 2004. Архів оригіналу за 14 листопада 2006. Процитовано 28 жовтня 2011. {{cite web}}: Зовнішнє посилання в |work= (довідка) [Архівовано 14 листопада 2006 у Wayback Machine.]